# Antoine de Rossi
Pour les articles homonymes, voir Rossi.
Antoine François de Rossi, né le 26 octobre 1726 à Ajaccio (Corse), mort le 6 juillet 1800 à Tournon (Ardèche), est un général de division de la Révolution française.
Frère du général Camille de Rossi (1727-1794) et cousin de Don Gratio Rossi.

## États de service
Il entre en service le 29 mai 1745 comme enseigne au régiment Royal-Corse, il passe lieutenant le 16 septembre 1747, et il est nommé capitaine le 19 septembre 1759. Il est fait chevalier de Saint-Louis le 1er février 1763.
Réformé en 1763 il reprend du service comme aide major le 15 novembre 1765, et il devient major le 30 décembre 1769. Il est élevé au grade de lieutenant-colonel commandant la légion Corse le 14 janvier 1772, et il est nommé colonel le 24 mars suivant. Le 23 novembre 1776, il est attaché au régiment de Noailles dragons et le 8 avril 1779 il repasse lieutenant-colonel au régiment Royal-Corse, avec appointements de mestre de camp le 24 juin 1780. Mestre de camp en second dudit régiment le 11 novembre 1782, il passe brigadier le 1er janvier 1784. 
Il est promu maréchal de camp le 9 mars 1788, et il est employé en Corse le 15 octobre 1790. Commandant par intérim en Corse en l'absence de Biron, il est élevé au grade de lieutenant-général le 12 juillet 1792, commandant la 23e division militaire. Employé à l'armée du Midi le 20 juillet, il quitte la Corse le 8 août pour prendre un commandement en Savoie fin septembre 1792. Le 15 mars 1793 il est affecté à l'armée des Alpes, et en juin il est chargé de défendre la vallée de Barcelonnette. Il s'enfuit de l'armée le 28 juin suivant, et il est destitué en juillet 1793. Démissionnaire pour infirmités le 24 juillet 1793, il se retire à Avallon, où il est autorisé à prendre sa retraite le 6 avril 1795. 
Admis à la retraite le 3 juillet 1795, il meurt le 6 juillet 1800, à Tournon.

## Sources
- (en) « Generals Who Served in the French Army during the Period 1789 - 1814: Eberle to Exelmans »
- Joseph du Teil, Une famille militaire au XVIIIe siècle, A.Picard, 1896, p. 313.
- Arthur Chuquet, La jeunesse de Napoléon : La Révolution, A. Colin, 1898, p. 241.
- Georges Six, Dictionnaire biographique des généraux & amiraux français de la Révolution et de l'Empire (1792-1814), Paris : Librairie G. Saffroy, 1934, 2 vol., p. 392